# تتسو هارا
تتسو هارا (باليابانية: 原 哲夫) مواليد 2 سبتمبر 1961 في شيبويا، طوكيو، اليابان، هو فنان مانغا ياباني، معروف بعمله على سلسلة قبضة نجم الشمال (سيف النار) بالاشتراك مع برونسون والتي استمر نشرها ست سنوات في شونن جمب الأسبوعية.

## وصلات خارجية
- تتسو هارا على موقع IMDb (الإنجليزية)
- تتسو هارا على موقع قاعدة بيانات الفيلم (الإنجليزية)

- الموقع الرسمي